# Leo Wintgens
Leo Wintgens (* 11. März 1938 in Hergenrath/Belgien) ist ein belgischer Linguist, Hochschullehrer und Buchautor.

## Leben und Wirken
Wintgens wuchs im Ort Hergenrath in der Gemeinde Kelmis in der Deutschsprachigen Gemeinschaft von Ostbelgien auf, besuchte aber später die französischsprachigen Schulen in Verviers. Nach seinem Abitur absolvierte Wintgens an der Universität von Namur und der Universität Lüttich ein Studium der Germanistik und Philosophie, das er 1970 mit einem Abschluss in germanischer Philologie abschloss. Ein Jahr später erwarb er die Zulassung als Lehrkraft für die Sekundarstufe II. Bereits während seiner Studienjahre war Wintgens als Lehrer an der Gemeindeschule von Gemmenich tätig und unterrichtete nach seinem Diplom von 1971 bis 1976 als Hauptschullehrer in Eupen sowie als Hochschullehrer an der dortigen Autonomen Hochschule Ostbelgien. Darüber hinaus erteilte er von 1972 bis 1976 Unterricht in Diktion, Deklamation und Schauspiel an der Eupener Musikakademie der Deutschsprachigen Gemeinschaft Belgiens.
Mit Unterstützung des Nationalen Fonds für wissenschaftliche Forschung wurde Wintgens in den Jahren 1977/1978 als wissenschaftlicher Assistent im Seminar für Vergleichende Linguistik an der Universität Lüttich eingestellt und promovierte dort 1979 zum Doktor der Philosophie und Geisteswissenschaften mit dem Thema: Schreibsprachliche Wechselwirkungen im Bereich des Herzogtums Limburg von circa 1536–1636. 
Im Anschluss daran erhielt Wintgens eine Anstellung als Dozent am „Institut supérieur industriel de Bruxelles“ (ISIB; Höheres Staatliches Industrieinstitut in Brüssel) und wurde dort 1982 zum Professor ernannt. Nach der Eingliederung des ISIB in die 1996 neu gegründete „Haute École Paul-Henri Spaak“ (Hochschule Paul-Henri Spaak) behielt Wintgens noch bis zu seiner Pensionierung 1998 seinen Lehrstuhl. Darüber hinaus war er seit 1990 nebenberuflich als vereidigter Übersetzer für Deutsch, Englisch und Niederländisch am Gericht erster Instanz in Verviers tätig.
Wintgens forschte schwerpunktmäßig auf dem Gebiet der vergleichenden historischen Linguistik, der Geschichte der Kontaktsprachen und Literaturen sowie der vergleichenden Untersuchungen der Dialekte in Ostbelgien, ferner der vergleichenden Studien auf dem Gebiet der Onomastik und Toponomastik. Er war ferner verantwortlich für philologische und dialektologische Forschungen und Veröffentlichungen, darunter in den Jahren 1981/1982 für die Kgl. Kommission für alte Gesetze und Verordnungen in Brüssel, von 1985 bis 1989 für die Abteilung für ländliche Architektur Walloniens an der katholischen Universität in Louvain-la-Neuve und in den Jahren 1989/1990 für die Gruppe für Forschung und Studien zur kulturellen Kommunikation an der gleichen Universität.
Wintgens war und ist Mitglied in mehreren Kommissionen, Fachvereinen und –verbänden. Er war 1967 Initiator der Geschichtszeitschrift „Im Göhltal Kelmis/La Calamine“ und 1982 der wissenschaftlichen Reihe „Ostbelgische Studien“ sowie 1997 Gründer des Sprachforschungszentrums „OBELIT“ in Montzen. Zahlreiche Veröffentlichungen sind bisher von ihm erschienen, von denen mehrere mit Preisen prämiert worden sind, darunter drei Schriften, die mit dem Preis des Parlaments der Deutschsprachigen Gemeinschaft Belgiens ausgezeichnet worden sind.

## Mitgliedschaften (Auswahl)
- Seit 1990: Commission Royale deToponymie & Dialectologie (CRTD; deutsch: Königliche Kommission für Toponymie und Dialektologie)
- Mitglied in der Commissie Dialectologie en Taalkunde (deutsch: Kommission für Dialektologie und Sprachenkunde) im Dachverband für Volkskultur und Limburgische Dialekte „Veldeke Limburg“ in Maastricht
- Mitglied und Vorstandsmitglied in der europäischen Autorenvereinigung „Die Kogge“, Minden/Westfalen
- Gründer, Mitglied und Präsident des Zentrums für Sprachforschung – OBELIT, Montzen
- PEN International, französischsprachige Sektion Belgiens
- Belgische Gesellschaft der Urheber, Komponisten und Verleger (Sabam)
- Mandatiertes Mitglied der Deutschsprachigen Gemeinschaft für Ostbelgien in der Kgl. Kommission für Ortsnamenkunde und Mundartforschung im Rahmen der Theresianischen Kgl. Akademie in Brüssel
- Mitglied in mehreren historischen Gesellschaften, unter anderem in Verviers und Eupen

## Ehrungen
- 1980: Philologiepreis des Rates der Deutschsprachigen Gemeinschaft Belgiens für Schreibsprachliche Wechselwirkungen im Bereich des Herzogtums Limburg von ca. 1536 bis 1636
- 1987: KOGGE-Förderpreises der Stadt Minden für seine Geschichte der Literatur Ostbelgiens (Ostbelgische Studien Teil II).[2]
- 1989: Geschichtspreis des Rates der Deutschsprachigen Gemeinschaft Belgiens für Weistümer und Rechtstexte im Bereich des Herzogtums Limburg – Quellen zur Regionalgeschichte 14.–18. Jahrhundert
- 1999: Philologiepreis des Rates der Deutschsprachigen Gemeinschaft Belgiens für Et Hat van os Plat

## Schriften (Auswahl)
- Über Quellentexte zur Geschichte Limburgs : die Hochbank Baelen und die Eupener Lathöfe, Markus Verlag, Eupen 1979
- Aspekte der französischen Literatur Belgiens, Grenz-Echo Verlag, Eupen 1982
- Ostbelgische Studien, Teil 1: Grundlagen der Sprachgeschichte im Bereich des Herzogtums Limburg: Beitrag zum Studium der Sprachlandschaft zwischen Maas und Rhein, Grenz-Echo Verlag, Eupen 1982, ISBN 978-3-923099-11-5
- Ostbelgische Studien,  Teil 2: Grundlegung einer Geschichte der Literatur in Ostbelgien: Bild der sprachlichen Wechselwirkungen im Zwischenland, Grenz-Echo Verlag, Eupen 1986, ISBN 978-3-923099-34-4
- Ostbelgische Studien, Teil 3: Weistümer und Rechtstexte im Bereich des Herzogtums Limburg : Quellen zur Regionalgeschichte 14.–18. Jahrhundert, Grenz-Echo Verlag, Eupen 1988, ISBN 978-3-923099-49-8
- Et Hat van os Plat. Abriss einer Grammatik der germanischen Regionalsprache im Bereich des ehemaligen Herzogtums Limburg, OBELIT Verlag, Montzen 1999
- Wege aus Sümpfen, Teil 1: Eine Jugend auf dem Königshof, Helios Verlag, Aachen 2001, ISBN 978-3-933608-40-6
- Wege aus Sümpfen, Teil 2: Brückenschläge, Helios Verlag, Aachen 2006, ISBN 978-3-938208-41-0
- Le Journal de Germaine Demoulin : Montzen 18.1.1941–15.9.1944 ; chronique d'une famille de passeurs, zusammen mit Germaine Demoulin, Helios Verlag, Aachen 2006, ISBN 978-3-938208-17-5
- Neutral-Moresnet-Neutre : Grundlage der Gemeinde Kelmis–Neu-Moresnet–Hergenrath, Helios Verlag, Aachen 2010, ISBN 978-3-86933-024-2
- Jeschnapt! : patriotesche Dram' ut-jene Krééch 1940–45 én 1 Akt, zusammen mit Léon Teller, Helios Verlag, Aachen 2010, ISBN 978-3-86933-041-9
- Elsenborn : Lager und Truppenübungsplatz ; Instrument europäischer Geschichte (1894–2014), zusammen mit Leo Leyens und Léon Renardy, Helios Verlag, Aachen 2015, ISBN 978-3-86933-135-5
- Leo Wintgens: Vergleichender Atlas der karolingisch-fränkischen Regionalsprache in der deutschsprachigen Gemeinschaft Belgiens und in ihrem Umfeld. Helios Verlag, Aachen 2014, ISBN 978-3-86933-112-5 (formal falsch).
- Vergleichender Atlas der karolingisch-fränkischen Regionalsprache in der deutschsprachigen Gemeinschaft Belgiens und in ihrem Umfeld, Teil 2: Sprachgeschichte, Laut- und Formenlehre, Namenkunde, Wortfelder, Helios Verlag, Aachen 2016, ISBN 978-3-86933-161-4